# Пиппу
Пиппу (яп. 比布町 Пиппу-тё:) — посёлок в Японии, находящийся в уезде Камикава округа Камикава губернаторства Хоккайдо. Площадь посёлка составляет 87,29 км², население — 3965 человек (30 июня 2014), плотность населения — 45,42 чел./км².

## Географическое положение
Посёлок расположен на острове Хоккайдо в губернаторстве Хоккайдо. С ним граничат города Асахикава, Сибецу и посёлки Тома, Айбецу, Вассаму.

## Население
Население посёлка составляет 3965 человек (30 июня 2014), а плотность — 45,42 чел./км². Изменение численности населения с 1980 по 2005 годы:
| 1980 | 5806 чел. |  |
| 1985 | 5457 чел. |  |
| 1990 | 5004 чел. |  |
| 1995 | 4683 чел. |  |
| 2000 | 4576 чел. |  |
| 2005 | 4340 чел. |  |

## Символика
Деревом посёлка считается Sorbus commixta, цветком — нарцисс.